# Verbascum pseudogeorgicum
Verbascum pseudogeorgicum är en flenörtsväxtart som beskrevs av Hub.-mor.. Verbascum pseudogeorgicum ingår i släktet kungsljus, och familjen flenörtsväxter. Inga underarter finns listade i Catalogue of Life.